# Melanagromyza viridis
Melanagromyza viridis är en tvåvingeart som beskrevs av Frost 1931. Melanagromyza viridis ingår i släktet Melanagromyza och familjen minerarflugor. Inga underarter finns listade i Catalogue of Life.